# 鹿野村 (台東庁)
鹿野村（しかのむら）は、日本統治時代の台湾の日本人移民村である。現在の台東県関山鎮月眉から鸞山にあり、面積は1000ヘクタールに達した。日本からの移民は約2000人であり、主に四国や九州から入植した。
鹿野移民村は台湾総督府による開発活動を受けて、1915年に台東庁長の能勢靖一が設置した。この移民村では主に農場で栽培したサトウキビから製糖を行っており、移民は大型の蒸気耕耘機で農地を開墾した。1933年時点で53戸283人が暮らしていた。
1945年、日本統治の終了とともに移民村も終わりを迎え、移民はすべて日本に帰国した。鹿野村の農地はそのまま残り、その大部分が公地放領により台東県龍田村の耕作地となった。